# Burg Markdorf
Die Burg Markdorf, auch Altschloss genannt, ist eine abgegangene Höhenburg über einem dreiseitig steil abfallenden Tal etwa 1000 Meter nordwestlich der Pfarrkirche St. Nikolaus in Markdorf im Bodenseekreis in Baden-Württemberg.
Vermutlich wurde die Burg Mitte des 11. Jahrhunderts von den Edelfreien Herren von Markdorf erbaut und 1079 als „castellum nomine Marchtorf“ erwähnt. Im selben Jahr wurde die Burg im Zuge des Investiturstreites zerstört. Im 16. Jahrhundert war die Burg verfallen.
Von der ehemaligen Burganlage auf einem rechteckigen Burghügelplateau von 42 mal 20 Metern sind noch der Halsgraben und geringe Reste der Ringmauer erhalten.